# Třída Erie
Třída Erie je třída dělových člunů námořnictva Spojených států amerických. Celkem byly postaveny dvě jednotky této třídy. Jedna byla ztracena za druhé světové války a druhá po válce vyřazena.

## Stavba
Nápad na stavbu dělových člunů třídy Erie vzešel z výsledků Londýnské konference z roku 1930. Námořními mocnostmi podepsaný dokument totiž neomezoval stavbu plavidel s výtlakem do 2000, rychlostí do 20 uzlů a kanónovou výzbrojí do ráže 155 mm. Americké námořnictvo proto vyvinulo obdobné plavidlo, označované nejprve jako univerzální šalupa a později klasifikované jako dělový člun. Jeho cílem bylo plnění široké škály úkolů včetně přepravy výsadku námořní pěchoty, poskytování palebné podpory, kladení min a doprovodu konvojů. Celkem byly v letech 1934–1936 postaveny dvě jednotky této třídy. Erie postavila loděnice New York Navy Yard v Brooklynu a Charleston loděnice Charleston Navy Yard v Charlestonu.
Jednotky třídy Erie:
| Název                  | Založení kýlu | Spuštěna na vodu | Uvedena do služby | Poznámka |
| ---------------------- | ------------- | ---------------- | ----------------- | --- |
| USS Erie (PG-50)       | prosinec 1934 | 29. ledna 1936   | 1. července 1936  | Dne 12. listopadu 1942 byla torpédována německou ponorkou U-163 a najela na pláž ostrova Curaçao. Dne 5. prosince 1942 se potopila při vlečení k opravě. Roku 1952 byl vrak vyzvednut a potopen ve větší hloubce. |
| USS Charleston (PG-51) | 1934          | 25. února 1936   | 8. července 1936  | Vyřazen 10. května 1946, v letech 1948–1957 provozován Massachusetts Maritime Academy. Poté prodán civilnímu uživateli.                                                                                           |

## Konstrukce

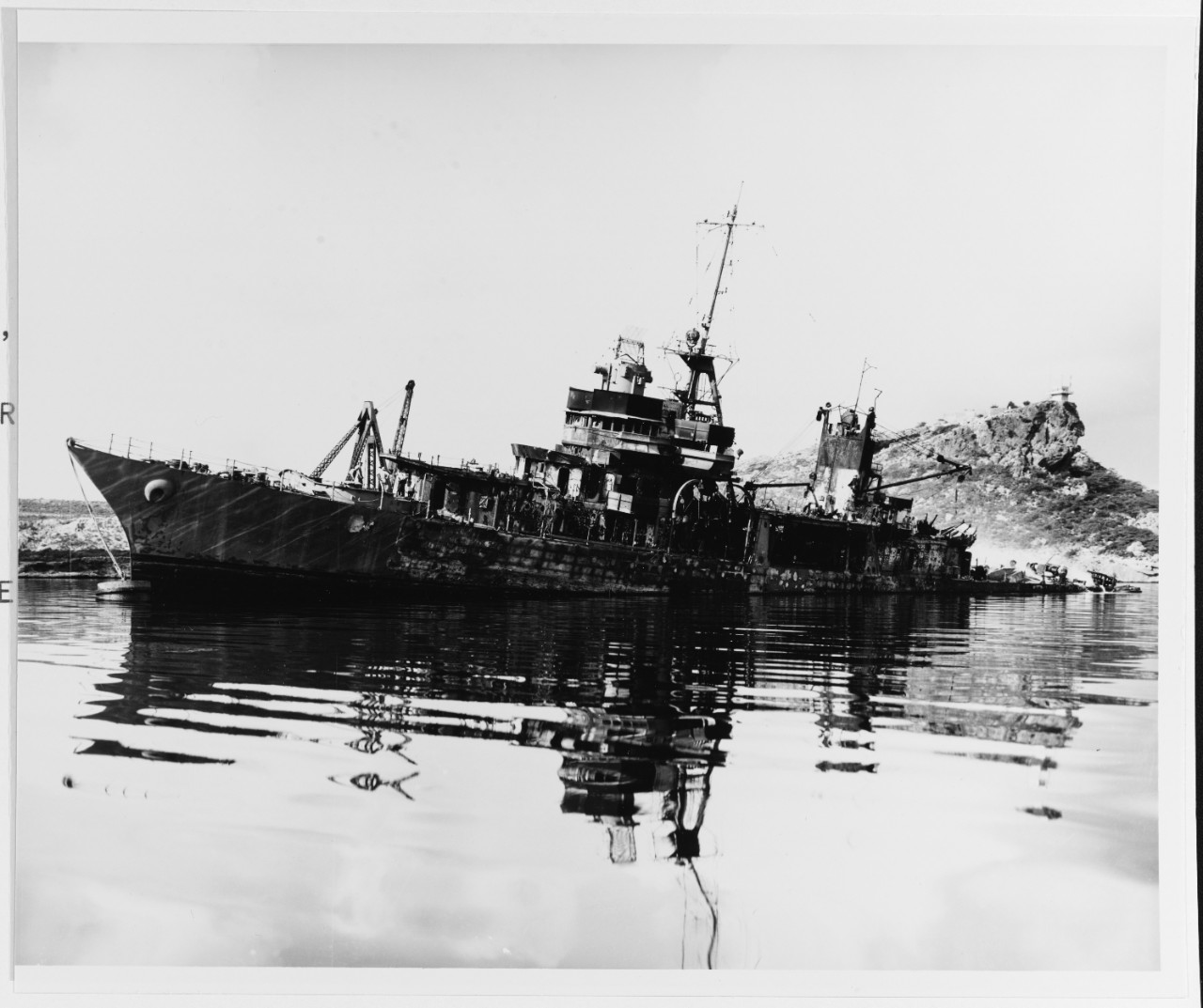
Vyzvednutí vraku USS Erie

Plavidla byla vyzbrojena čtyřmi 152mm/47 kanóny Mk.17 v jednodělových věžích a šestnácti 28mm kanóny Mk.1 ve čtyřhlavňových postaveních. Mělo solidní pancéřování. Pohonný systém chránily boční pláty silné 89 mm, muniční skladiště 51 až 76 mm. Pohonný systém a skladiště munice také chránila pancéřová paluba silná 32 a 25 mm. Čluny byly vybaveny jedním hydroplánem Curtiss SOC Seagull pro průzkum a řízení palby. Loď nenesla katapult, takže hydroplán vždy startoval z vodní hladiny. Pohonný systém o výkonu 6200 hp tvořily dva kotle Babcock and Wilcox a dvě parní turbíny Parsons. Lodní šrouby byly dva. Nejvyšší rychlost dosahovala 20 uzlů. Dosah byl 8000 námořních mil při rychlosti 12 uzlů.

### Modernizace
Roku 1942 byly odstraněny všechny 28mm kanóny, které nahradilo šest 20mm kanónů Oerlikon. Na zádi byly instalovány dvě skluzavky hlubinných pum.